# Mount Bowser
Mount Bowser ist ein markanter Berg von 3655 m Höhe im Königin-Maud-Gebirge. Er befindet sich etwa 3 km südlich des Mount Astor am nördlichen Ende der Fram Mesa. 
Das Gebiet wurde durch Vermessungsarbeiten des United States Geological Survey und mithilfe von Luftaufnahmen der United States Navy zwischen 1960 und 1964 kartografisch erfasst. Das Advisory Committee on Antarctic Names benannte den Berg nach Carl James Bowser (* 1937), Geologe auf der McMurdo Station zwischen 1965 und 1966 sowie zwischen 1966 und 1967.